# Brunnackad yuhina
Brunnackad yuhina (Staphida castaniceps) är en asiatisk fågel i familjen glasögonfåglar inom ordningen tättingar.

## Utseende och läte
Brunnackad yuhina är en liten (13–14 cm) och rätt färglös yuhina med kort tofs. Den är brun ovan och smutsvit under. På huvudet syns vitstreckade rostfärgade örontäckare. Stjärten är kilformad. Sången består av en enkel serie högfrekventa gälla toner: "tchu", "tchi" eller "tchi-tchi".

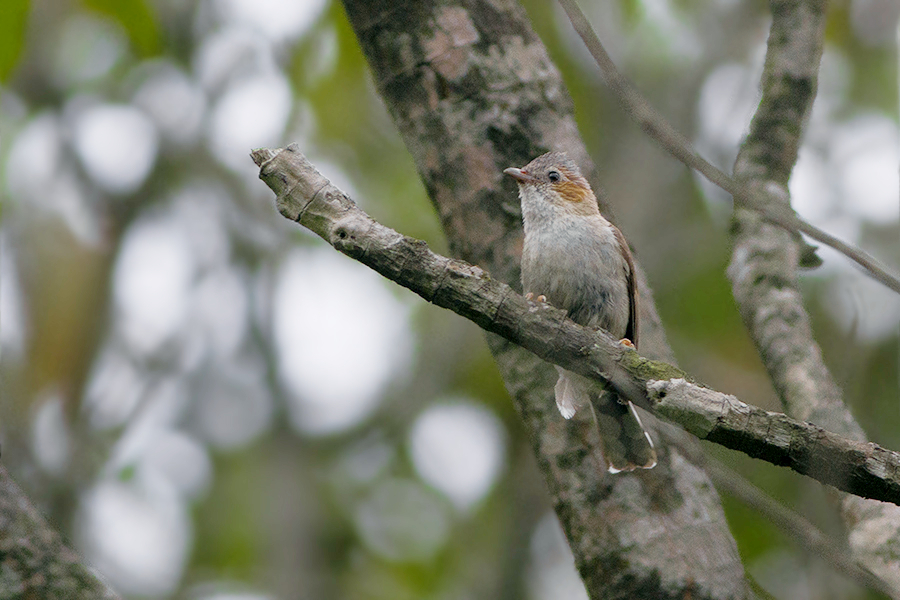

## Utbredning och systematik
Brunnackad yuhina delas in i fyra underarter med följande utbredning:
- rufigenis – nordöstra Indien (Darjeeling) och Sikkim
- plumbeiceps – norra Assam till norra Myanmar och södra Kina (västra Yunnan)
- castaniceps – södra Assam till sydvästra Burma (Chin Hills och Arakan Yoma)
- striata – bergsområden i östra Burma till nordvästra Thailand

Kastanjenackad yuhina (Staphida torqueola) behandlas ibland som en underart, tidigare även borneoyuhina (Y. everetti)

### Släktskap
Yuhinorna behandlades tidigare som en del av familjen timalior, men är närmare släkt med glasögonfåglarna och förs numera till den familjen. Traditionellt placeras yuhinorna i släktet Yuhina, men DNA-studier från 2018 visar att de inte är varandras närmaste släktingar. Istället formar de tre grupper som successivt är släkt med resten av familjen glasögonfåglar. Det medför att brunnackad yuhina med släktingar behöver flyttas till ett nytt släkte, där Staphida har prioritet.

## Levnadssätt
Brunnackad yuhina hittas i städsegrön lövskog, i undervegetation och mellersta nivåer på mellan 300 och 1800 meters höjd. Den lever mestadels av insekter, men även frön från exempelvis bambuarten Dendrocalamus longispathus samt nektar. Den häckar mellan april och juli i Indien, mars och juni i Myanmar samt mellan januari och mars i Thailand. Arten är en stannfågel.

## Status och hot
Arten har ett stort utbredningsområde, men tros minska i antal till följd av habitatförstörelse, dock inte tillräckligt kraftigt för att den ska betraktas som hotad. IUCN kategoriserar därför arten som livskraftig (LC).

## Namn
Yuhina kommer av namnet Yuhin för skäggyuhina på nepalesiska.